# 奧爾達峰
46°06′40″N 10°23′26″E / 46.11102°N 10.39062°E
奧爾達峰（義大利語：Pizzo di Olda），是意大利的山峰，位於該國北部，由倫巴第大區負責管轄，屬於阿達梅洛-普雷薩內拉阿爾卑斯山脈的一部分，海拔高度2,516米，每年平均降雨量1,386毫米。